# Gelechioidea
Gelechioidea (iz tipskog roda Gelechia, „održavanje tla“) je superfamilija moljaca koja sadrži nosioce oklopa, tvirler moljce i srodnike, koji se takođe jednostavno nazivaju moljci sa zakrivljenim rogovima ili gelehioidni moljci. To je velika i slabo izučena superfamilija „mikromoljaca“, koja čini jednu od bazalnih loza Ditrysia.

## Literatura
- Hodges, R.W. (1999): The Gelechioidea. In: Kristensen, N.P. (ed.): Handbuch der Zoologie/Handbook of Zoology (Volume IV – Arthropoda: Insecta. Part 35: Lepidoptera, Moths and Butterflies 1): 131–158. Walter de Gruyter, Berlin & New York.  3-11-015704-7
- O'Toole, Christopher (ed.) (2002): Firefly Encyclopedia of Insects and Spiders.  1-55297-612-2
- Robinson, G.S.; Tuck, K.R.; Shaffer, M. and Cook, K. (1994): The smaller moths of South-East Asia. Malaysian Nature Society, Kuala Lumpur.
- van Nieukerken, Erik J.; Kaila, Lauri; Kitching, Ian J.; Kristensen, Niels P.; Lees, David C.; Minet, Joël; Mitter, Charles; Mutanen, Marko; Regier, Jerome C.; Simonsen, Thomas J.; Wahlberg, Niklas; Yen, Shen-Horn; Zahiri, Reza; Adamski, David; Baixeras, Joaquin; Bartsch, Daniel; Bengtsson, Bengt Å.; Brown, John W.; Bucheli, Sibyl Rae; Davis, Donald R.; De Prins, Jurate; De Prins, Willy; Epstein, Marc E.; Gentili-Poole, Patricia; Gielis, Cees; Hättenschwiler, Peter; Hausmann, Axel; Holloway, Jeremy D.; Kallies, Axel; Karsholt, Ole; Kawahara, Akito Y.; Koster, Sjaak (J.C.); Kozlov, Mikhail V.; Lafontaine, J. Donald; Lamas, Gerardo; Landry, Jean-François; Lee, Sangmi; Nuss, Matthias; Park, Kyu-Tek; Penz, Carla; Rota, Jadranka; Schintlmeister, Alexander; Schmidt, B. Christian; Sohn, Jae-Cheon; Solis, M. Alma; Tarmann, Gerhard M.; Warren, Andrew D.; Weller, Susan; Yakovlev, Roman V.; Zolotuhin, Vadim V.; Zwick, Andreas (23. 12. 2011).  Zhang, Zhi-Qiang, ур. „Order Lepidoptera Linnaeus, 1758” (PDF). Zootaxa. Animal biodiversity: An outline of higher-level classification and survey of taxonomic richness. 3148: 212—221.
- Heikkilä, Maria; Mutanen, Marko; Kekkonen, Mari; Kaila, Lauri (2014). „Morphology reinforces proposed molecular phylogenetic affinities: a revised classification for Gelechioidea (Lepidoptera)”. Cladistics. 30 (6): 563—589. ISSN 0748-3007. PMID 34794251. S2CID 84696495. doi:10.1111/cla.12064 .

## Spoljašnje veze
- Tree of Life Web Project (ToL) (2009): Gelechioidea Архивирано на веб-сајту  (17. јануар 2021). Version of 2009-APR-02. Retrieved 2010-APR-22.
- Global Framework for Gelechioidea